# Willow Creek and Other Ballads
Willow Creek and Other Ballads — студийный альбом британо-американской джазовой пианистки Мэриэн Макпартлэнд, выпущенный в 1985 году на лейбле Concord Jazz.

## Отзывы критиков
| Оценки критиков                            | Оценки критиков |
| Источник                                   | Оценка          |
| ------------------------------------------ | --------------- |
| AllMusic                                   | [ 2 ]           |
| The Encyclopedia of Popular Music          | [ 3 ]           |
| MusicHound Jazz: The Essential Album Guide | [ 4 ]           |
| The Penguin Guide to Jazz                  | [ 5 ]           |
| The Rolling Stone Jazz & Blues Album Guide | [ 6 ]           |

Скотт Яноу, рецензируя альбом для AllMusic, заявил, что это приятная музыка, хоть она и не отличается большим разнообразием настроений.

## Список композиций
1. «Without You» (Ахмад Джамал) — 3:37
2. «The Things We Did Last Summer» (Сэмми Кан, Джул Стайн) — 5:23
3. «All in Love Is Fair» (Стиви Уандер) — 4:32
4. «Willow Creek» (Мэриэн Макпартлэнд) — 3:23
5. «Long Ago and Far Away» (Айра Гершвин, Джером Керн) — 2:49
6. «Someday I’ll Find You» (Ноэл Кауард) — 4:35
7. «I Saw Stars» (Эл Гудхарт, Эл Хоффман, Морис Сиглер) — 4:01
8. «Blood Count» (Билли Стрэйхорн) — 4:57
9. «I’ve Got a Crush on You» (Джордж Гершвин, Айра Гершвин) — 3:49
10. «Summer Song» (Дейв Брубек) — 3:20

## Участники записи
- Мэриэн Макпартлэнд — фортепиано
- Фрэнк Кулага — звукорежиссёр, запись, сведение
- Дениз Макграт — ассистент звукорежиссёра
- Джордж Хорн — мастеринг
- Карл Джефферсон — продюсер

Все данные взяты из примечаний к альбому.